# Vladimír Vaclík
Vladimír Vaclík (10. ledna 1925, Křivoklát – 30. března 2013) byl český publicista, betlémista a středoškolský profesor.

## Život
Narodil se roku 1925 na Křivoklátě. Vystudoval reálné gymnázium v Rakovníku a poté Filozofickou fakultu Karlovy univerzity v Praze, obor etnografie a bohemistika (dialektologie). Jeho první povolání bylo středoškolský profesor, ale žurnalistika jej lákala více a tak se stal redaktorem Svobodného slova. Literárně debutoval v roce 1947. Jeho odborné práce vyšly knižně i v odborných časopiseckých publikacích v Německu, Švýcarsku, Rakousku, Francii a v Itálii. Po srpnu 1968 musel z politických důvodů opustit nejen učitelskou profesi, ale bylo mu zakázána i literární činnost. Když nemohl dělat novinařinu, začal v tajnosti pomáhat své manželce Marii budovat malé muzeum v Třebechovicích pod Orebem a přeměňovat je v opravdové muzeum betlémů. Vlastníkem známého Třebechovického betlému byl tehdy František Skřivan. Marie Vaclíková mu pomáhala od roku 1955. V roce 1966 byl betlém převezen a vystaven na Světové výstavě v Montréalu 1968. Při návratu zpět byl vystaven v nizozemském miniaturním městečku Madurodamu a v Londýně. Po jeho návratu do Československa se začala budovat stála expozice. V tehdejší době však nebylo možné betlém s náboženskou tematikou vystavit samotný a tak mu kulisu tvořil zároveň památník dělnického hnutí v Třebechovicích. Správou zařízení byla pověřena Marie Vaclíková, původním povoláním učitelka, která činnost vykonávala za podpory svého muže Vladimíra. Postupně spolu připravovali přeměnu památníku v řádné muzeum. V tehdejší době to však nebylo lehké, ale výsledek se podařil a roku 1984 bylo v Třebechovicích otevřeno první specializované muzeum betlémů v Československu. Zejména díky Vladímírovi Vaclíkovi, Jiřímu Šimkovi a Zdeňku Škvárovi vzniklo 10. listopadu 1990 v Hradci Králové České sdružení přátel betlémů, jehož se stal prvním předsedou. Než odešel do důchodu, byl doktor Vladimír Vaclík, po smrti manželky (1991) na krátkou dobu pověřen vedením muzea a posléze odešel do důchodu. České sdružení přátel betlémů navázalo kontakty se světovou asociací betlemářů UN-FOE-PRAE a v roce 1995 se stalo součástí asociace. V roce 2001 se stal PhDr. Vladimír Vaclík i předsedou této světové betlémářské federace. V roce 2004 byl kongres UN-FOE-PRAE spolu s výstavou svolán do Hradce Králové.
Vladimír Vaclík je autorem libret tří mezinárodních výstav betlémů v Hradci Králové a libreta mezinárodní výstavy betlémů ve švýcarském Luzernu. Byl vyznamenán za kulturní činnost v Hradci Králové prestižní Hradeckou múzou v r. 1995 a je uveden v encyklopedii Kdo je kdo v ČR.

## Dílo
- Vynález Haro-7, Praha : Junácká edice, 1947, debut
- Stříbrné krasavice : Črty o životě kolem nás, sbírka reportáží, Hradec Králové : Nakladatelství Krajského domu osvěty, 1959
- Lidové betlémy v Čechách a na Moravě, Praha : Vyšehrad, 1988
- Chrámové betlémy v Čechách a na Moravě, Praha : Vyšehrad, 1990, ISBN 80-7021-036-2
- České betlémy, Praha : Integra, 1994, ISBN 80-901819-0-2
- Encyklopedie betlémů, Ústí nad Orlicí : Oftis, 1999, ISBN 80-86042-20-0
- Kdo je kdo mezi betlemáři na konci 20. století, Ústí nad Orlicí : Oftis, 2000, ISBN 80-86042-40-5
- Co nevíte o betlémech: umění betlémářské, Ústí nad Orlicí : Oftis, 2000, ISBN 80-86042-86-3
- Betlémy jako ilustrace historické události i představ lidové zbožnosti, 2005
- Vánoce v galerii, aneb, Půjdem spolu do Betléma : mezinárodní výstava betlémů, Uherské Hradiště : Slovácké muzeum, 2008, ISBN 978-80-86185-74-3
- Listy z kroniky českého betlemářství, Ústí nad Orlicí : Oftis, 2012, ISBN 978-80-7405-143-2